# Saint-Just-Sauvage
Saint-Just-Sauvage è un comune francese di 1 538 abitanti situato nel dipartimento della Marna nella regione del Grand Est.

## Società

### Evoluzione demografica
Abitanti censiti